# 島尻政明
島尻 政明（しまじり まさあき、1980年3月30日 - ）は、沖縄県平良市（現宮古島市）出身の空手選手。極真空手弐段。一般社団法人極真会館（全日本極真連合会）所属。NPO法人極真会館沖縄県支部指導員。

## 獲得タイトル
全日本ウエイト制空手道選手権大会
- 第19回全日本ウエイト制空手道選手権大会（重量級）　優勝[3]
- 第20回全日本ウエイト制空手道選手権大会（重量級）　3位[4]
- 第21回全日本ウエイト制空手道選手権大会（重量級）　優勝[5]
- 第22回全日本ウエイト制空手道選手権大会（重量級）　優勝[6]
- 第23回全日本ウエイト制空手道選手権大会（重量級）　準優勝[7]
- 第24回全日本ウエイト制空手道選手権大会（重量級）　準優勝[8]
- 第25回全日本ウエイト制空手道選手権大会（重量級）　準優勝[9]

全日本空手道選手権大会
- 第33回全日本空手道選手権大会　3位
- 第34回全日本空手道選手権大会　優勝
- 第36回全日本空手道選手権大会　優勝
- 第37回全日本空手道選手権大会　優勝
- 第38回全日本空手道選手権大会　4位
- 第40回全日本空手道選手権大会　3位
- 第41回全日本空手道選手権大会　3位

極真連合杯世界空手道選手権大会
- 第1回極真連合杯世界空手道選手権大会　優勝
- 第2回極真連合杯世界空手道選手権大会（無差別級）　準優勝

極真連合杯ワールドカップ空手道選手権大会
- 第1回ワールドカップ世界空手道選手権大会（重量級）　8位

その他
- 第2回サトリ道場主催エスパーニャ国際大会　準優勝
- 2012年クウェート国際大会　3位[11]